# Pythium insidiosum
Pythium insidiosum ist eine Art der Gattung Pythium aus der Familie der Pythiaceae innerhalb der Gruppe der Eipilze. P. insidiosum wird vorrangig in stehenden Gewässern und gelegentlich im Boden gefunden. Anders als die meisten Pythium-Arten, die Pathogene von Landpflanzen sind, tritt P. insidiosum als Pathogen von Säugetieren auf. Es verursacht Pythiose, hauptsächlich bei Pferden, Hunden und Menschen. Es kann auch eine Krankheit bei Katzen auslösen. Es handelt sich um eine seltene, nicht übertragbare Krankheit, die auch gesunde Tiere befallen kann. Das Pathogen ist gut an die Körpertemperatur der Säuger angepasst, wobei das Optimum für das Wachstum 34 … 36 °C beträgt.
Die Zellwände von Pythium insidiosum sind aus β-Glucanen aufgebaut (im Gegensatz zu den Chitin-Wänden der Pilze), und ihrer Zellmembran fehlen Sterine.